# سوزان بافت (مغنية)
سوزان بافت (بالإنجليزية: Susan Buffett)‏ هي مغنية أمريكية، ولدت في 15 يونيو 1932 في أوماها في الولايات المتحدة، وتوفيت في 29 يوليو 2004 في كودي في الولايات المتحدة بسبب سكتة وسرطان الفم.